# Jeddo
Jeddo è una comunità non incorporata degli Stati Uniti d'America, situata nella contea di Bastrop dello Stato del Texas. 

## Geografia
La comunità è situata a 29°48′32″N 97°18′53″W ad un'altitudine di 463 piedi (141 m).
, nome miglia a sud di Rosanky, nel sud della contea.

## Cimitero
Il cimitero di Jeddo venne costruito nel 1865, ed è dal 2011 curato e mantenuto dalla Jeddo Cemetery Association. Ci sono circa 166 tombe, la più antica datata 1835.